# Magnetic Springs (Ohio)
Pour les articles homonymes, voir Magnetic Springs.
Magnetic Springs est un village américain situé dans le comté d'Union, dans l'Ohio. Selon le recensement de 2010, sa population est de 268 habitants.

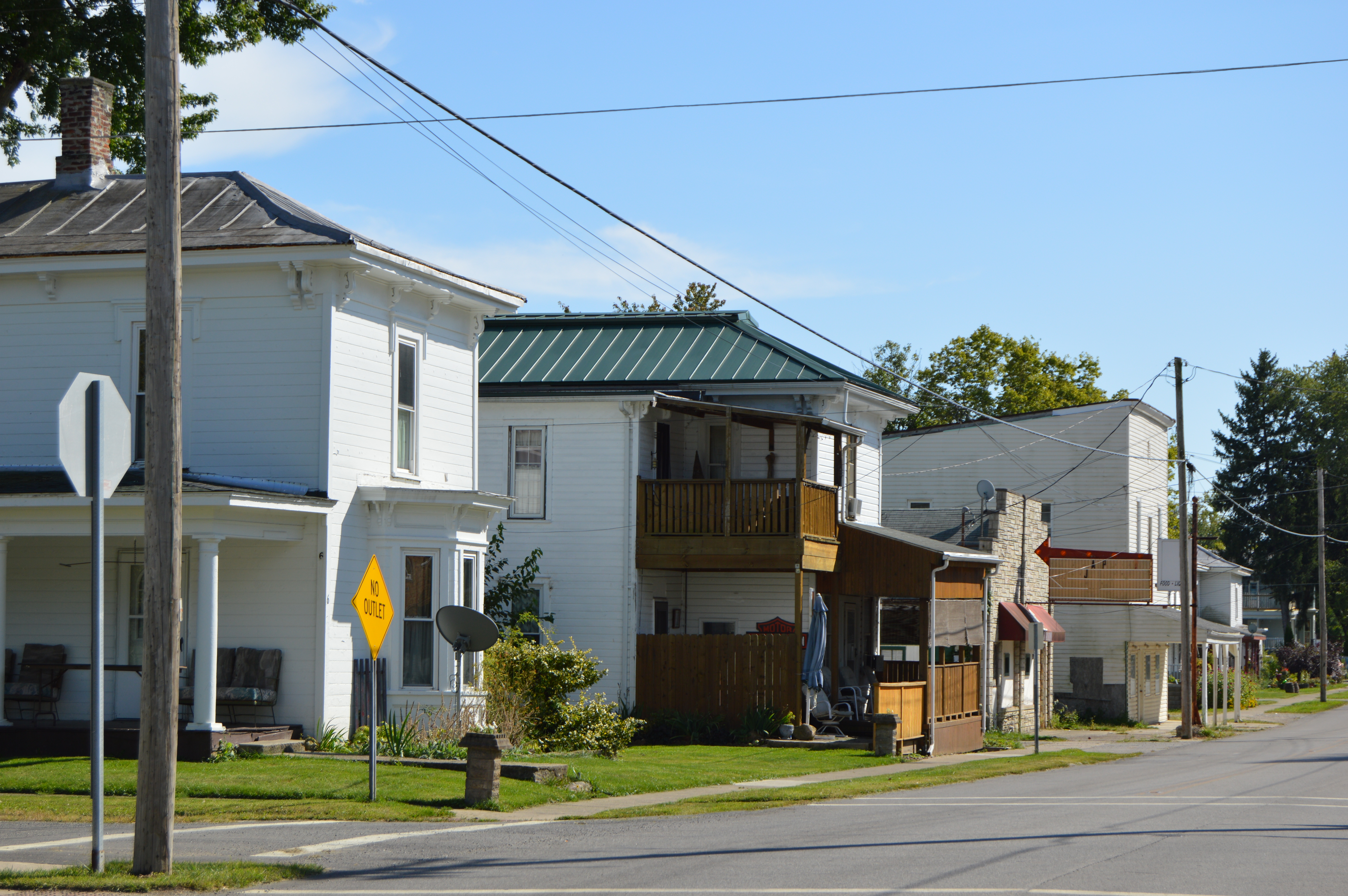
Rue Main à Magnetic Springs